# Georges Lech
Pour les articles homonymes, voir Lech (homonymie).
Georges Lech est un footballeur français d'origine polonaise, né le 2 juin 1945 à Montigny-en-Gohelle (Pas-de-Calais). Ses parents sont arrivés de Pologne en France en 1930. 
Attaquant dribbleur, il évolue à l'aile droite ou en qualité milieu offensif. Son frère, Bernard Lech, est également footballeur.

## Biographie
Considéré comme l’un des joueurs français les plus doués de sa génération, sa carrière est écourtée à la suite d'une blessure au genou. Auparavant, Il fut souvent blessé dans sa carrière. Il était un des rares footballeurs français à avoir du talent à la fin des années 60-début des années 70, période obscure du football français.
À quatorze ans, il est titulaire en équipe senior[précision nécessaire] des carabiniers Billy-Montigny, en Division régionale. Il demeure l'un des grands joueurs ayant évolué au RC Lens (troisième meilleur buteur en championnat).
En 2022, le magazine So Foot le classe à la 129e place du top 1000 des meilleurs joueurs du championnat de France.

## Carrière de joueur
- 1959-1962 :  Carabiniers Billy Montigny
- 1962-1968 :  RC Lens
- 1968-1972 :  FC Sochaux
- 1972-1976 :  Stade de Reims
- 1976-1977 :  RC Épernay[2]

## Palmarès
- Vainqueur de la Coupe Charles Drago  en 1965  avec le Racing Club de Lens

## Statistiques

### Division 1
- 379 matches et 117 buts en Division 1
- Premier match  : le 10 octobre 1962, Olympique de Marseille - Racing Club de Lens (3-3), à l'âge de 17 ans et 4 mois
- Dernier match : le 16 juin 1976, Racing Club de Lens - Stade de Reims

### Équipe de France
- 35 sélections entre 1963 et 1973, 7 buts, 1 fois capitaine
- Participation au Championnat d'Europe des moins de 19 ans en 1963
- Premier match en sélection : France - Bulgarie (3-1), le 26 octobre 1963, à l'âge de 18 ans et 4 mois
- Premier but en sélection : France - Suisse (2-2, 31e), le 11 novembre 1963
- Il détenait le record du plus jeune buteur à 18 ans et 5 mois de l'Equipe de France de tous les temps jusqu'au 7 octobre 2020, détrôné par Eduardo Camavinga buteur à 17 ans contre l'Ukraine.
- Dernière sélection : le 3 mars 1973, France - Portugal (1-2).